# Ваувіль
Ваувіль (нім. Wauwil) — громада  в Швейцарії в кантоні Люцерн, виборчий округ Віллізау.

## Географія
Громада розташована на відстані близько 55 км на північний схід від Берна, 27 км на північний захід від Люцерна.
Ваувіль має площу 3 км², з яких на 21,1% дозволяється будівництво (житлове та будівництво доріг), 68,7% використовуються в сільськогосподарських цілях, 10,2% зайнято лісами, 0% не є продуктивними (річки, льодовики або гори).

## Демографія
2019 року в громаді мешкало 2261 особа (+30,5% порівняно з 2010 роком), іноземців було 23,2%. Густота населення становила 764 осіб/км².
За віковим діапазоном населення розподілялося таким чином: 20,5% — особи молодші 20 років, 64,8% — особи у віці 20—64 років, 14,7% — особи у віці 65 років та старші. Було 918 помешкань (у середньому 2,4 особи в помешканні).
Із загальної кількості 701 працюючого 220 було зайнятих в первинному секторі, 173 — в обробній промисловості, 308 — в галузі послуг.